# Postelberg (Erzgebirge)

Lage des Postelberges

Der Postelberg ist mit einer Höhe von 947 m ü. NHN einer der über 900 Meter hohen Berge des Erzgebirges in unmittelbarer Nähe von Rolava (Sauersack) in Tschechien. Er trägt heute im Tschechischen keine Bezeichnung.

## Lage und Umgebung
Der Postelberg befindet sich im tschechischen Teil des Erzgebirges (tschech.: Krušné hory). Er liegt unweit der Grenze zum Freistaat Sachsen östlich der Verbindungsstraße von Rolava nach Jelení (Hirschenstand). Der Gipfel des Postelberges ist bewaldet. 